# 梅尔维尔岛 (澳大利亚)
梅尔维尔岛（Melville Island），在当地提维语中的名称是耶尔马尔纳（Yermalner），位于帝汶海东部，在澳大利亚北领地外海，與澳大利亞本土之間相隔著范迪門海灣（Van Diemen Gulf）；达尔文的北侧；阿纳姆地（Arnhem Land）的科堡半岛（Cobourg Peninsula）西侧。岛上最大的城镇是Milikapiti，人口559人；第二大城鎮是Pirlangimpi，人口440，位于Milipakpiti西侧24公里；另有30余人生活在5处家庭站中。
梅尔维尔面积5,786平方公里，是澳大利亚继塔斯马尼亚岛之后的第二大岛，在全球岛屿排名中恰在100名开外。梅尔维尔岛与巴瑟斯特岛（Bathurst Island）一起被称作提维群岛。岛上的气候为热带气候。